# تفسور
تفسور بلدية جزائرية في دائرة مرين التابعة لولاية سيدي بلعباس شمال غرب الجزائر.